# هارولد هارمسورث
هارولد سيدني هارمسورث (بالإنجليزية: Harold Sidney Harmsworth) (عاش بين 1868 - 1940 م) أحد النبلاء الإنجليز وأحد مالكي الصحف الناجحين، والذي عُرف بشكل خاص بتأسيسه صحيفتي الدايلي ميل والدايلي ميرور مع أخيه ألفريد هارمسورث.
أنشأ هارولد هارمسوث أيضا صحيفة غلاسكو دايلي ريكورد وصحيفة صنداي بكتوريال المصورة. لكن أكبر نجاح حققه كان مع صحيفة الدايلي ميرور والتي كانت تصدر ثلاث ملايين نسخة بحلول العام 1922 م. وفي نفس ذلك العام، توفي شقيقه ألفريد من دون أن يترك وصية فاستحوذ هارولد على صحيفة الدايلي ميل التي كان يملكها شقيقه.
كما تقلد هارولد هارمسورث أيضا منصب وزير الطيران في عهد حكومة ديفيد للويد جورج أثناء الحرب العالمية الأولى وتم تكريمه بلقب فيكونت روثرمير. وفي عام 1921 م قام بإنشاء رابطة مكافحة الإسراف بعد ما رأى من تفريط في إنفاق الحكومة.

## روابط خارجية
- هارولد هارمسورث على موقع الموسوعة البريطانية (الإنجليزية)